# Adolf Hitler và Stefanie Rabatsch
Stefanie Rabatsch (nhũ danh Isak; sinh ngày 28 tháng 12 năm 1887 - mất năm 1975) là một phụ nữ Áo mà theo lời Agust Kubizek, người bạn thơ ấu của Adolf Hitler, là mối tình đơn phương thời niên thiếu của vị quốc trưởng. Cũng vì điều này mà nhũ danh mang âm hưởng Do Thái của cô, Isak, từng trở thành một chủ đề được người ta đem ra bàn luận. Tuy nhiên, ngoài lời của Kubizek, không có bằng chứng nào khác chứng minh việc Hitler từng đem lòng quyến luyến Stefanie Rabatsch.
Kubizek là bạn thuở nhỏ của Hitler, sau này trở thành một cây viết tiểu sử, viết về những trải nghiệm ấu thơ của mình với Hitler, đã đề cập đến Stefanie trong cuốn sách Adolf Hitler, My Childhood Friend. Kubizek cho rằng Hitler bắt đầu yêu mến Stefanie khi cô cùng mẹ đi dạo thường nhật ở Linz và liếc nhìn ông. Cũng theo lời kể của Kubizek, mặc dù yêu Stefanie tới mức từng nghĩ tới chuyện tự tử, Hitler chưa bao giờ nói chuyện với cô, còn Stefanie Rabatsch thì sau đó kết hôn với một sĩ quan quân đội người Áo. Người ta có rất ít thông tin về cuộc đời của cô. Stefanie từng tuyên bố trong các cuộc phỏng vấn rằng bản thân hoàn toàn không biết về tình cảm mà Hitler dành cho mình.
Mối tình đơn phương này là đề tài được thảo luận trong nhiều cuốn sách. Một số nghi ngờ tính chính xác của tập hồi ký mà Kubizek viết khi đây là nguồn duy nhất của câu chuyện. Vài người khác thì tin là nó có cơ sở thực tế, nhưng lại hạ thấp vai trò tác động của niềm si mê tuổi trẻ này đối với Hitler. Trong khi đó, cũng có người cho rằng mối tình đơn phương mà Hitler dành cho Stefanie đã mang lại một góc nhìn sâu sắc có giá trị, liên quan tới quá trình phát triển nhân cách của ông.

## Bối cảnh
August Kubizek, một sinh viên âm nhạc ở Linz, lần đầu tiên gặp Hitler khi cả hai đang tranh giành chỗ đứng trong một buổi biểu diễn opera. Theo Kubizek, Hitler bắt đầu đem lòng yêu mến Stefanie vào mùa xuân năm 1905 khi ông 16 tuổi, đang theo học ở Linz, còn Stefanie thì đã 17 tuổi; và chấm dứt mối tình của mình vào năm ông 20 tuổi. Kubizek mô tả về lần đầu tiên ông nghe Hitler thổ lộ niềm si mê của bản thân như sau: “Một buổi tối mùa xuân năm 1905, khi chúng tôi đang dạo bộ như thường lệ, Adolf chợt nắm chặt cánh tay tôi và hào hứng hỏi tôi rằng, cậu nghĩ gì về cô gái tóc vàng thanh mảnh đang đi bộ dọc theo đường Landstrasse, tay trong tay với mẹ mình. 'Cậu phải biết rằng, mình đã yêu cô ấy', anh nói với vẻ kiên quyết.”
Stefanie Beata Isak sinh ngày 26 tháng 12 năm 1887 tại Mimoň, Vương quốc Bohemia. Cô xuất thân trong một gia đình thuộc tầng lớp có địa vị xã hội cao hơn Hitler và hơn ông một tuổi. Stefanie vừa trở lại Linz sau khóa đào tạo nghiệp vụ ở München và Genève. Cô có một người anh trai tên là Karl Richard Isak, đang theo học luật ở Viên. Vào những năm 1950, Tiến sĩ Franz Jetzinger có hai bức ảnh chụp Stefanie thời trẻ, một bức từ năm 1904 và một bức mặc váy dạ hội từ năm 1907. Kubizek mô tả Stefanie là "một cô nàng có vẻ ngoài nổi bật, cao và mảnh khảnh. Nàng có mái tóc dày kiểu công chúa, phần lớn được búi ngược ra sau và một đôi mắt rất đẹp".

## Tương tác với Hitler
Theo Kubizek, Hitler chưa bao giờ nói chuyện với Stefanie, và luôn thoái thác là mình sẽ làm điều đó vào "ngày mai". Kubizek viết rằng Hitler ghê tởm những người đàn ông tán tỉnh Stefanie, nhất là các sĩ quan quân đội mà ông thường gọi là "ngu si kiêu ngạo"; Hitler cảm thấy có một “mối thù không khoan nhượng” đối với tầng lớp sĩ quan nói chung và tất cả mọi thứ liên quan đến quân đội nói riêng. Ông vô cùng khó chịu bất cứ khi nào Stefanie giao thiệp với lũ người lười biếng đó, những kẻ mà ông nhấn mạnh là mặc áo nịt ngực và xức nước hoa".

Mỗi khi về thăm mẹ hoặc gia đình, Hitler yêu cầu Kubizek phải tìm hiểu và gửi báo cáo thường nhật cho ông về các hoạt động của Stefanie. Một lần, Kubizek nói rằng Stefanie rất yêu thích và đã theo học bộ môn khiêu vũ. Cá nhân Hitler lại là người căm ghét khiêu vũ và được cho là đã trả lời: "Stefanie chỉ đi khiêu vũ vì bị trói buộc bởi cái lối sống mà không may nàng ấy phụ thuộc vào mà thôi. Một khi trở thành vợ tôi rồi, nàng sẽ chẳng còn chút ham thích nhảy nhót nào nữa đâu!" Vào tháng 6 năm 1906, khi chiếc xe ngựa của Stefanie đi ngang qua Hitler, cô đã mỉm cười và trao cho ông một bông hoa từ bó hoa của mình. Kubizek sau đó tả lại tình huống này: 
"Sẽ không có thêm một lần nào tôi được thấy Adolf rạng rỡ hạnh phúc như vào thời điểm đó. Khi chiếc xe đã đi qua, anh kéo tôi sang một bên, và với niềm xúc cảm, anh nhìn vào đóa hoa ấy, một chứng cứ rõ ràng cho tình yêu của nàng. Tôi vẫn có thể nghe thấy giọng nói của anh run rẩy trong sự phấn khích: 'Nàng yêu mình!' "
Mẹ Hitler qua đời vào năm 1907 vì bệnh ung thư, đám tang của bà đi ngang qua Urfahr trên đường đến Leonding. Kubizek lưu ý rằng Hitler đã thổ lộ với ông là mình cảm thấy được an ủi một chút khi bắt gặp Stefanie trong tang lễ. Kubizek cho là “Stefanie không hề biết Adolf yêu cô sâu đậm như thế nào, nàng xem anh như một cậu bé hơi nhút nhát, nhưng vẫn là một kẻ ái mộ đầy kiên trì và trung thành. Khi nàng đáp lại cái nhìn tò mò của anh với một nụ cười, anh vô cùng hạnh phúc và có tâm trạng không giống với bất cứ điều gì mà tôi từng thấy ở anh. Nhưng khi Stefanie thường xuyên lạnh lùng bỏ qua cái nhìn của anh thì anh bị đè bẹp và sẵn sàng tiêu diệt chính mình và cả thế giới.”
Kubizek kể về việc Hitler cuối cùng tuyên bố rằng ông đã lên kế hoạch bắt cóc Stefanie rồi giết cả cô và chính mình bằng cách nhảy cầu trên dòng sông Danube. Hitler không thực hiện ý tưởng điên rồ của mình, thay vào đó ông chuyển đến Viên, nơi theo như lời Kubizek, hình ảnh lý tưởng về Stefanie trở thành chuẩn mực phẩm hạnh mà ông tôn thờ. Stefanie chia sẻ trong cuộc phỏng vấn sau này là cô hoàn toàn không biết về Hitler vào thời điểm đó, nhưng đã từng nhận được một lá thư tình nặc danh yêu cầu cô đợi người gửi thư tốt nghiệp và sau đó kết hôn với anh ta, cô chỉ chợt nhận ra tác giả bức thư có thể là Hitler sau khi được nghe câu hỏi về ông. Stefanie hồi tưởng: "Tôi từng nhận được lá thư từ một người, nói rằng anh ấy sẽ theo học ở Học viện nghệ thuật, và rằng tôi nên chờ đợi anh ấy; anh ấy sẽ quay lại và cưới tôi! Tôi đã không thể biết người viết thư có thể là ai và tôi nên gửi trả nó thế nào."
Vào Giáng sinh năm 1913, khi còn ở München, Hitler được cho là đã đăng một quảng cáo cá nhân ẩn danh trên tờ báo Linz với những lời chúc tốt đẹp nhất dành cho Stefanie, nhưng lúc đó cô đã kết hôn và đang sống tại Viên.

## Những năm sau đó

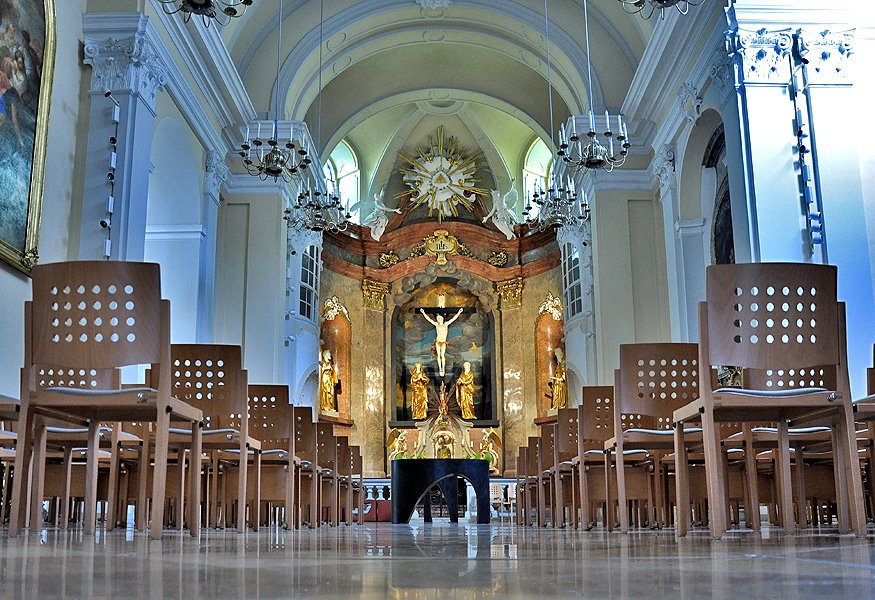
St. Gertrud, Viên, nơi Stefanie thành hôn Maximilian Rabatsch

Có rất ít thông tin về cuộc sống của Stefanie. Cô đinh hôn với một sĩ quan thuộc một trung đoàn người Hessen đóng tại Linz vào năm 1908. Ngày 24 tháng 10 năm 1910, Stefanie kết hôn với Maximilian Rabatsch tại nhà thờ St. Gertrud, Gertrudplatz 5, thuộc giáo xứ Währing, thành phố Viên. Maximillian được bổ nhiệm chức đại úy vào ngày 1 tháng 11 năm 1909. Anh được thăng cấp thiếu tá vào ngày 1 tháng 10 năm 1917 và lên đại tá vào ngày 1 tháng 8 năm 1918. Theo Kubizek, Stefanie có chồng là một sĩ quan cấp cao, nhưng rồi cô trở thành một góa phụ và sống ở Viên sau khi Thế chiến thứ hai kết thúc.
Sau này, Stefanie nhận được những cuộc phỏng vấn, còn mối tình mà người ta tin là Hitler đã dành cho cô, được kịch tính hóa trên bộ phim truyền hình Áo-Đức ra mắt năm 1973, có tên A Young Man From the Innviertel. Stefanie không thể hiểu nổi tại sao Hitler với cảm xúc mạnh mẽ như vậy, lại không cho cô bất cứ tín hiệu quyến luyến nào, và nói rằng, "Hitler không thể nhút nhát như vậy được". 

## Tên thời con gái
Dù không phải là người Do Thái, Stefanie có tên thời con gái là Isak, mang âm điệu Do Thái. Nó được Kubizek đánh vần thành Isaak. Mãi tới năm 2003, cách viết đúng của cái tên mới được Anton Joachimsthaler xác định trong cuốn Hitlers Liste. Ein Dokument persönlicher Beziehungen (Munich, 2003, tr. 46–52). Một số nhà sử học cho là Hitler từng nghĩ rằng Stefanie là người gốc Do Thái. Sử gia người Mỹ Grame Donald tin rằng Hitler đã suy đoán Stefanie là người Do Thái, nhưng ông chẳng mảy may bận tâm về điều này vào thời điểm đó. Quan điểm trên được ủng hộ bởi sử gia người Đức Anton Joachimsthaler, người đã khẳng định trong một cuộc phỏng vấn với BBC về việc Hitler hẳn đã cho rằng Stefanie là người Do Thái vì họ Do Thái của cô. Ca sĩ kiêm nhạc sĩ, tác giả, nhà báo và nhà nghiên cứu các sự kiện huyền bí người Anh Paul Roland đã viết trong cuốn Nazi Women là không có bất cứ sự khác biệt nhỏ nào đối với Hitler, dù cho Stefanie có phải người Do Thái hay không.

## Phản ứng của giới học thuật
Đã có những nghiên cứu rộng rãi về vai trò của Stefanie Rabatsch đối với cuộc đời của Hitler. Sherree Owens Zalampas, trong một cuốn sách phân tích mối quan hệ giữa quan điểm nghệ thuật của Hitler và tâm lý của ông, lưu ý rằng những câu chuyện về Stefanie đã bị một số học giả bác bỏ nhưng vẫn có những người khác chấp nhận. Trong nhóm bác bỏ, có Franz Jetzinger và Bradley F. Smith. Câu chuyện tình đã được đưa ra thảo luận trong cuốn Adolf Hitler; his family, childhood, and youth (1967) của Bradley F. Smith và Hitler's Youth (1958) của Franz Jetzinger. Với tác phẩm của mình, Jetzinger tấn công kịch liệt Kubizek, nhưng xác nhận về sự tồn tại của Stefanie, dù vào thời điểm đó cô không biết về tình cảm được cho là của Hitler dành cho mình. Theo phân tích của Jetzinger, Kubizek đã phóng đại quá mức mối quan hệ giữa Stefanie và Hitler, và một số tương tác mà Kubizek mô tả là không thể có nếu xem xét dòng thời gian cuộc đời của các nhân vật. Sự tập trung của các nhà viết tiểu sử vào mối quan hệ này thể hiện một nỗ lực sai lầm, nhằm tạo ra một "niềm hứng thú tình yêu" sớm cho Hitler. Werner Maser đồng ý với quan điểm kể trên trong cuốn Adolf Hitler: Legende, Mythos, Wirklichkeit ra năm 1971 của ông, và cho rằng hành vi của Hitler đối với Stefanie là hoàn toàn bình thường với thanh thiếu niên Áo ở thời đại của ông ấy.
Zalampas lưu ý về việc Kubizek từng nói rằng Hitler quan tâm đến giọng hát của Stefanie, mà Kubizek cho là một giọng nữ cao và phù hợp để hát trong các vở kịch của Wagner. Cô đề xuất là Hitler đã có một cách nhìn đậm tính ảo mộng về Stefanie, cho thấy sự pha trộn giữa thực tế và tưởng tượng của Hitler thời trẻ cũng như quan điểm của ông về nghệ thuật, chiến tranh, tiểu thuyết của Karl May và các chủ đề nhạc kịch của Wagner. Robert G. L. Waite trong cuốn The Psychopathic God: Adolf Hitler (1993) viết rằng Stefanie "được dùng như một biện pháp bảo vệ, chống lại cảm tưởng không hoàn hảo về giới tính." Ông đưa ra giả thuyết Hitler sợ phải tiếp xúc trực tiếp với Stefanie, vì thực tế cô có thể khác với những lý tưởng đức hạnh của người Đức vốn được Hitler gán cho Stefanie đại diện trong trí tưởng tượng của bản thân. Waite lặp lại niềm tin của Kubizek về việc Hitler đã rời Linz vì ông không thể chịu đựng được khi phải ở cùng một nơi với Stefanie.
Câu chuyện của Kubizek đã tác động tới một số cây viết khác. William L. Shirer sử dụng lời kể của Kubizek về mối tình đơn phương của Hitler trong cuốn The Rise and Fall of the Third Reich (1960) của ông. Năm 1973, Der Spiegel đưa tin rằng các đài truyền hình ZDF và ORF của Đức và Áo đã sản xuất một tài liệu truyền hình về thời trẻ của Hitler, mô tả sự say đắm của ông dành cho Stefanie Rabatsch. Câu chuyện ở Viên của Hitler cũng được Brigtitte Hamann sử dụng cho cuốn Hitler's Vienna: A Portrait of the Tyrant as a Young Man (2010). Rose Montero dùng lời kể của Kubizek trong cuốn sách Dictadoras: Las mujeres de los hombres más despiadados de la historia (2013). Danielle Zumbo trích dẫn Kubizek trong Operazione Stalingrado: Storia di un eroe (2013).
Hugh Trevor-Roper coi hồi ký của Kubizek là một khảo nghiệm quý giá về những năm tháng đầu đời của Hitler, ông nói, "... nó sẽ giữ một vị trí quan trọng trong số các nguồn sách lịch sử." Ian Kershaw kể lại câu chuyện trong cuốn tiểu sử Hitler: A Biography ra mắt năm 2008 của mình. Kershaw cảm thấy rằng Kubizek đã được một ký giả "ma" giúp tạo ra tác phẩm. Ông cho biết câu chuyện về Stefanie là phóng đại, và viết, "Khá chắc chắn về việc Kubizek đã tô vẽ rất nhiều điều mà nhiều nhất là về sự mê đắm niên thiếu một thời." Tuy nhiên, Kershaw kết luận rằng mặc dù cuốn sách của Kubizek có những điểm yếu nhưng nó cũng có giá trị nội tại như một bức chân dung của Hitler thời trẻ. Frederic Spotts trong cuốn Hitler and the Power of Aesthetics (2009) của ông, lưu ý rằng không có tài liệu hoặc nguồn nào ngoài cuốn sách của Kubizek cung cấp bất kỳ chứng cứ, chứng minh mối tình của Hitler dành cho Stefanie Rabatsch.